# 色部義太夫
6代 色部 義太夫（いろべ ぎだゆう、嘉永5年9月9日（1852年10月21日） - 1915年（大正4年）3月14日）は、明治時代の政治家、大地主。貴族院多額納税者議員。幼名・吉郎治、本名・義智（よしとも）。

## 経歴
信濃国埴科郡杭瀬下村（長野県埴科郡埴生町、更埴市を経て現千曲市）で、大地主・豪農の5代色部義太夫義祐（よしすけ）、義江子夫妻の長男として生まれる。山寺常山に師事し漢学を修めた。後に6代義太夫を襲名し、正式名には義太夫を用いた。
1873年（明治6年）5月、長野県の地券取調所出仕となり出納課附属となる。1876年（明治9年）2月、地租鑑定を命ぜられ、同年12月に長野県を辞した。1884年（明治17年）2月の補選で長野県会議員となり、同年10月、埴科郡連合町村会議員となる。1885年（明治18年）2月、埴科郡鋳物師屋村外七ケ村連合戸長に就任し同年10月まで在任した。1886年（明治19年）1月、長野県会議員に再選され、1890年（明治23年）2月まで在任した。その後、埴科郡会議員、同参事会員、所得税調査委員などを務めた。
長らく貴族院多額納税者議員の候補者となることを固辞していたが、1897年（明治30年）9月29日、貴族院多額納税者議員に任じられ、1904年（明治37年）9月28日の任期満了まで1期在任した。在任中、長野県への旧制高等学校の誘致に尽くし、また、日本赤十字社長野県支部病院（現長野赤十字病院）の開設にあたり多額の寄付を行った。1898年（明治31年）10月、合資会社色部銀行を設立して代表社員に就任した。

## 親族
養嗣子となった色部庸男は赤松則良の四男で、りそな銀行の前身行である協和銀行頭取・会長を歴任した色部義明は義理の孫にあたる。